# شاید فردا (ترانه جکسون فایو)
«شاید فردا» (انگلیسی: Maybe Tomorrow) یک تک‌آهنگ موفق است که توسط جکسون فایو در سال ۱۹۷۱ ضبط شد. «شاید فردا» در آلبوم جکسون فایو با همین نام گنجانده شد و همچنین در بازگشت به ایندیانا نیز بود. این آهنگ دوباره در سال ۲۰۰۹ از طریق ریمیکس کارل استورکن و ایوان روجرز، با تنظیم ارکسترال توسط راب مونسی، از آلبوم گردآوری‌شده، سوئیت ریمیکس منتشر شد.